# Julian Kubiak
Julian Kubiak pseud. Franek, Gruby, Józef, Stefan, Stachurski (ur. 15 stycznia 1899 w Żyrardowie, zm. 9 lutego 1983 w Gdańsku) – działacz komunistyczny i związkowy, poseł na Sejm Ustawodawczy 1947-1952 z okręgu nr 19 Białystok, przewodniczący Zarządu Głównego Związku Zawodowego Pracowników Przemysłu Włókienniczego od 1949, przewodniczący Wojewódzkiej Komisji Kontroli Partyjnej (WKKP) w Łodzi.

## Życiorys
Syn Mateusza. Po ukończeniu trzyklasowej szkoły fabrycznej i śmierci ojca podjął pracę zarobkową. 1914-1915 pracował przy budowie fortyfikcji, potem wywieziony do Niemiec, gdzie pracował w cukrowni i fabryce ceramicznej. Po powrocie do kraju jesienią 1918 wstąpił do Milicji Ludowej w Warszawie. Wówczas zetknął się z działaczami PPS-Lewicy i SDKPiL, co wpłynęło na jego poglądy. Wcielony do batalionu stacjonującego w Grodnie i skierowany na front wschodni w maju 1920, zdezerterował.
Od 1922 pracował w Zakładach Żyrardowskich. Działacz Związku Zawodowego Robotników i Robotnic Przemysłu Włókienniczego i MOPR, a od końca 1926 KPP. W listopadzie 1923 współorganizował strajk i wiec poparcia dla zbuntowanych krakowskich robotników, za co został zwolniony z pracy, jednak przyjęto go z powrotem pod naciskiem związków zawodowych i na żądanie załogi. Kilkakrotnie wybierany delegatem fabrycznym. W 1927 został przewodniczącym oddziału Związku Zawodowego Robotników i Robotnic Przemysłu Włókienniczego w Żyrardowie. Od 1927 członek Komitetu Miejskiego (KM) KPP w Żyrardowie, z polecenia tej partii działał również w PPS-Lewicy, od 1929 członek Komisji Rewizyjnej PPS-Lewicy. Członek władz sekcji młodzieżowej PPS-Lewicy. 1 maja 1929 współorganizował demonstrację bezrobotnych, za co został aresztowany; zwolniony za kaucją. W listopadzie 1930 kandydował do Sejmu i występował na wiecach przedwyborczych „Bloku Jedności Robotniczej”. 1931-1932 z polecenia KPP przebywał w ZSRR, gdzie studiował w Międzynarodowej Szkole Leninowskiej i wziął udział w IV Zjeździe KPP jako delegat okręgu Warszawa-Podmiejska. 26 listopada 1932 aresztowany i skazany na 5 lat, po amnestii na 4 lata, zwolniony na początku 1936.
Z powodu niezaprzestania działalności komunistycznej w marcu 1936 ponownie aresztowany i osadzony w obozie w Berezie Kartuskiej do 1 listopada 1936. Działał w KPP do jej rozwiązania w sierpniu 1938. We wrześniu 1939 udał się do Brześcia, gdzie pracował w sowieckiej milicji, później w Urzędzie Mieszkaniowym. W maju 1940 przeniósł się do Białegostoku, gdzie w fabryce włókienniczej był m.in. naczelnikiem straży. Po czerwcu 1941 ukrywał się w gajówce w Puszczy Białowieskiej, gdzie pracował do 1944. Po lipcu 1944 wstąpił w Białymstoku do PPR i został członkiem egzekutywy Komitetu Wojewódzkiego (KW) PPR. Sekretarz i przewodniczący Okręgowej Rady Związków Zawodowych (OKZZ), członek Wojewódzkiej Rady Narodowej (WRN). W listopadzie 1944 wziął udział w posiedzeniu konstytucyjnym Tymczasowej Komisji Centralnej Związków Zawodowych (KCZZ) w Lublinie i został członkiem jej Wydziału Wykonawczego.
W grudniu 1945 był delegatem na I Zjazd PPR, a w grudniu 1948 - na I Zjazd PZPR. Po wyborach do Sejmu w styczniu 1947 został posłem z okręgu nr 19 Białystok. Od 1949 w Łodzi, gdzie był przewodniczącym ZG Związku Zawodowego Pracowników Przemysłu Włókienniczego., a od 10 lipca 1950 przewodniczącym WKKP w Łodzi. Delegat na II (marzec 1954), III (marzec 1959) i IV (czerwiec 1964) Zjazdy PZPR. 31 sierpnia 1958 przeszedł na emeryturę.
Był odznaczony m.in. Orderem Sztandaru Pracy II klasy.